# 霍羅斯尼齊亞
49°49′40″N 23°16′23″E / 49.82778°N 23.27306°E
霍羅斯尼齊亞（烏克蘭語：Хоросниця），是烏克蘭西部的村莊，隸屬利維夫州的亞沃里夫區。該村處於霍羅斯尼齊亞河 (維什尼亞河支流)畔，始建於1939年，面積1.73平方公里，海拔高度213米，2023年人口630。